# UCI Nations Cup U23 / 2010
De UCI Nations Cup U23 / 2010 is de vierde editie van de UCI Nations Cup U23 voor jonge wegwielrenners onder de 23 jaar. Deze wordt jaarlijks ingericht door de UCI en levert per wedstrijd punten op die resulteren in een rangschikking per land.

## Wedstrijden
| Code   | Naam wedstrijd                   | Winnaar                |
| ------ | -------------------------------- | ---------------------- |
| 2.Ncup | GP van Portugal U23              | Tom Dumoulin           |
| 1.Ncup | Ronde van Vlaanderen U23         | Marko Kump             |
| 1.Ncup | La Côte Picarde                  | Vjatsjeslav Koeznetsov |
| 1.Ncup | ZLM Tour                         | Arman Kamysjev         |
| 2.Ncup | Giro delle Regioni               | Enrico Battaglin       |
| 2.Ncup | Coupe des Nations Ville Saguenay | Luka Mezgec            |
| 2.Ncup | Ronde van de Toekomst            | Nairo Quintana         |

## Eindstand
| Plaats | Land             | Punten |
| ------ | ---------------- | ------ |
| 1      | Slovenië         | 106    |
| 2      | Nederland        | 103    |
| 3      | Frankrijk        | 90     |
| 4      | Colombia         | 77     |
| 5      | Verenigde Staten | 61     |
| 6      | Duitsland        | 61     |
| 7      | Rusland          | 57     |
| 8      | Denemarken       | 56     |
| 9      | Portugal         | 49     |
| 10     | België           | 48     |

2007 · 
2008 · 
2009 · 
2010 · 
2011 · 
2012 · 
2013 · 
2014 · 
2015 · 
2016 · 
2017 · 
2018 · 
2019 · 
2020